# Mont St Michel (Schiff)
Die Mont St Michel ist eine Ro-Ro-Fähre der französischen Reederei Brittany Ferries, die auf der Strecke zwischen Portsmouth und Caen eingesetzt wird.

## Geschichte
Das Schiff wurde unter der Baunummer 985 auf der Werft Van der Giessen-De Noord gebaut. Der Schiffsentwurf basiert auf der Anfang der 1990er-Jahre bei Kvaener Masa Yards ebenfalls für Brittany Ferries gebauten Normandie. An beiden Schiffsentwürfen war das finnische Unternehmen Deltamarin beteiligt. Die Kiellegung fand am 7. Juni 2001, der Stapellauf am 16. März 2002 statt. Die Fertigstellung des Schiffes erfolgte am 9. Dezember 2002, die Übergabe an die Reederei am 11. Dezember 2002. Die Indienststellung erfolgte am 20. Dezember 2002.
Das Schiff ist nach der Insel Mont Saint-Michel benannt.

## Technische Daten
Der Antrieb des Schiffes erfolgt durch vier Viertakt-Sechszylinder-Dieselmotoren des Herstellers Caterpillar (Typ: 6M43) mit jeweils 5.400 kW Leistung, die über Getriebe auf zwei Verstellpropeller wirken. Das Schiff erreicht eine Geschwindigkeit von 22 kn. Das Schiff ist mit zwei Bugstrahlrudern mit je 1.500 kW Leistung ausgerüstet.
Für die Stromversorgung stehen zwei Wellengeneratoren mit jeweils 1.600 kW Leistung (2.000 kVA Scheinleistung) sowie drei Wärtsilä-Dieselgeneratoren mit jeweils 1.560 kW Leistung (1.950 kVA Scheinleistung) zur Verfügung.
Das Schiff wurde Ende 2015 auf der spanischen Werft Astilleros de Santander mit einem Gaswäscher zur Abgasentschwefelung ausgerüstet.
An Bord ist Platz für 2.200 Passagiere. Das Schiff verfügt über 224 Passagierkabinen mit insgesamt 774 Betten. Zusätzlich stehen 15 Kinderbetten zur Verfügung, die bei Bedarf in den Kabinen genutzt werden können. Neben den Kabinen stehen 419 Ruhesessel zur Verfügung. Die Passagierkabinen befinden sich auf den Decks 7 und 9, die Ruhesessel auf Deck 7. Die Einrichtungen für Passagiere sind auf den Decks 7–10 untergebracht, darunter Restaurants und Bars, Kinos und Shops. Auf den Decks 7, 8 und 9 befindet sich jeweils ein Sonnendeck.
Auf drei Ro-Ro-Decks mit 2.245 Spurmetern finden 800 Pkw oder 118 Lkw Platz. Die Ro-Ro-Decks, die sich auf den Decks 1, 3 und 5 befinden, sind über je eine Bug- und Heckrampe zu erreichen und im Schiff durch Rampen miteinander verbunden. Neben den festen Ro-Ro-Decks ist das Schiff mit einem höhenverstellbaren Deck mit weiteren 1.180 Spurmetern ausgerüstet. Vor der Bugrampe befindet sich eine seitlich öffnende Bugklappe. Auf der Back befindet sich zusätzlich eine feste Rampe, die über eine landseitige Rampe genutzt werden kann. Ein Schott verschließt das dahinterliegende Ro-Ro-Deck. Im hintersten Bereich des Schiffes geht das Ro-Ro-Deck auf Deck 5 in ein offenes Deck über. Deck 3 ist direkt über die Bug- und Heckrampe zu erreichen, Deck 5 über landseitige Rampen.